# Zambiapunga
Zambiapunga é uma manifestação folclórica que ocorre no município de Nilo Peçanha, no Estado da Bahia. O termo provavelmente originou-se de Zamiapongu, deus supremo dos candomblés de alguns países, como Angola e Congo.
Trata-se de um cortejo de homens mascarados, trajados com roupas coloridas e feitas com retalhos de panos e papéis de seda, que saem às ruas durante a madrugada do dia primeiro de novembro, véspera do dia de finados, dançando e acordando a população da cidade ao som de instrumentos de percussão, como tambores, cuícas e búzios gigantes e até mesmo enxadas.